# Cornelis Bergsma
Cornelis Bergsma (Leeuwarden, 12 april 1799 - Idaard, 23 juli 1881) was een Nederlands bestuurder. 

## Biografie
Bergsma was een zoon van Johannes Casparus Bergsma, eerst maire van Metslawier en later grietman van Oostdongeradeel en Jetske Wiskia van Scheltinga. Cornelis werd op 24 mei 1799 in Leeuwarden gedoopt. Hij is een telg uit het geslacht Bergsma dat vele ambten bekleedde in Friesland. 
In 1817 begon hij met een studie rechten aan het Rijksathenaeum te Franeker. Vervolgens promoveerde hij in 1823 aan de universiteit van Leiden. Aanvankelijk was hij actief als vrederechter en later kantonrechter te Rauwerd. In 1843 werd hij grietman van Idaarderadeel, een ambt dat ook zijn grootvader Cornelis van Scheltinga bekleed had. Met de Gemeentewet van 1851 werd Idaarderadeel een gemeente. Bergsma werd bij Koninklijk Besluit van 20 juni 1853 tot burgemeester van Idaarderadeel benoemd.
Via zijn moeder kwam Bergsma in het bezit van de Friesma State te Idaard, een classicistisch landhuis dat gebouwd werd door Carel van Roorda. De state zou na Cornelis' overlijden in 1881 afgebroken worden.

## Huwelijk en kinderen
Bergsma trouwde in 1823 te Utrecht met Helena van Enschut (1804-1864), dochter van prof. dr. mr. Cornelis Adrianus van Enschut en Maria Agneta d'Achard. Zijn schoonvader was hoogleraar rechten aan achtereenvolgens de universiteiten van Harderwijk, Groningen en Utrecht. 
- Johannes Casparus Cornelis van Scheltinga Bergsma (1824-1876), advocaat.
- Maria Agneta Isabella Bergsma (1826-1908), trouwde met Nicolaas Lobry van Troostenburg de Bruyn. Hun zoon Cornelis Adriaan Lobry van Troostenburg de Bruyn was scheikundige.
- Willem Adriaan Bergsma (1829-1901), trouwde met jkvr. Octavia Elisabeth Henriëtte Wichers. Willem Adriaan was onder meer parlementariër en burgemeester van Menaldumadeel.
- Cornelis Adriaan Bergsma (1837-1856).
- Petrus Adrianus Bergsma (1839-), trouwde met Anna Berendina Agatha Winanda Pennink.

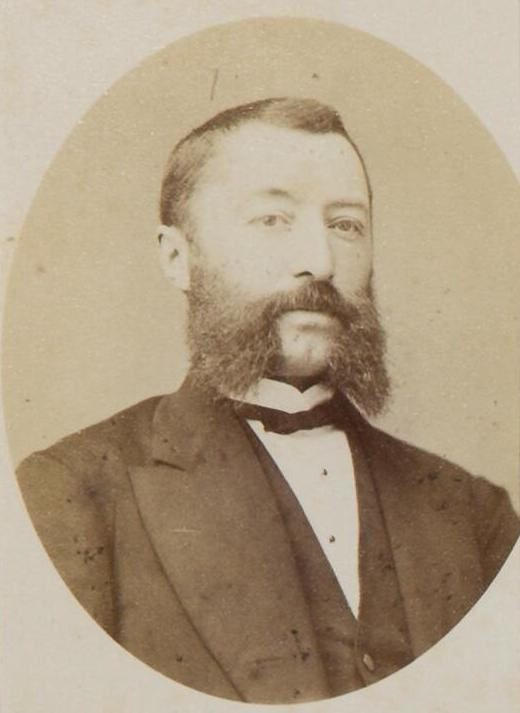
Willem Adriaan Bergsma